# Амосов Олександр Іванович
Олекса́ндр Іва́нович Амо́сов (14 вересня 1918 — 24 березня 1944) — радянський військовий льотчик штурмової авіації, учасник німецько-радянської війни, Герой Радянського Союзу (2 серпня 1944; посмертно). Лейтенант (1944).

## Біографія
Народився 14 вересня 1918 у селі Супроново (зараз Череповецький район, Вологодська область) в селянській родині. За національністю росіянин.
Закінчив Верещенську семирічну школу. У 1933—1934 рр. працював секретарем сільради. Потім переїхав до Сталінська, де працював маневровим диспетчером на залізничній станції Сталінськ. Також навчався в Сталінському аероклубі. З 1939 року — член ВКП(б). 
У березні 1940 року був призваний до лав Червоної Армії. 1943 року закінчив Новосибірську військову авіаційну школу пілотів]]. З серпня 1943 року — учасник бойових дій. Був направлений до 672-го штурмового авіаційного полку на Південно-Західному фронті. Учасник Донбаської, Мелітопольської, Нижньодніпровської, Березнегувато-Снігурівської операцій наступу.
Заступник командира ескадрильї 672-го штурмового авіаційного полку 306-ї штурмової авіаційної дивізії 9-го Одеського змішаного авіаційного корпусу 17-ї повітряної армії 3-го Українського фронту лейтенант Амосов здійснив 150 бойових вильотів. 24 березня 1944 у повітряному бою в районі с. Кашперівка (Новоодеського району, Миколаївської області) загинув.
Указом Президії Верховної Ради СРСР із 2 серпня 1944 «за зразкове виконання бойових завдань Командування на фронті боротьби з німецькими загарбниками та проявлені при цьому відвагу й героїзм» лейтенанту Амосову Олександру Івановичу посмертно надано звання Героя Радянського Союзу.

## Нагороди
- Медаль «Золота Зірка» Героя Радянського Союзу (02.08.1944)
- Орден Леніна (02.08.1944)
- Орден Червоного Прапора (25.01.1944)
- Орден Вітчизняної війни I ступеня (20.01.1944)
- Орден Червоної Зірки (27.08.1943)

## Пам'ять
- На місці смерті Героя встановлено пам'ятний знак.